# Claire Weinstein
Claire Weinstein (White Plains, 1 de março de 2007) é uma nadadora estadunidense.

## Início da vida
Weinstein é filha de Rodney e Diane Weinstein, tem um irmão mais velho (Michael) e três irmãs mais novas (Mary, Sophie e Emma), e nasceu em White Plains, Nova York. Ela é judia, foi criada na tradição do judaísmo reformista e teve um bat mitzvah na sinagoga reformista da Congregação Kol Ami em White Plains, Nova York. Ela frequentou a Highlands Middle School em White Plains.
Para seu projeto Mitzvah, ela ofereceu seu tempo para ajudar a treinar os nadadores mais jovens na escola de natação do Westchester Aquatic Club em competições e treinos entre equipes, por causa de sua paixão pelo esporte e crença de que todos deveriam aprender a nadar e ter a oportunidade de ser um nadador competitivo se desejarem. Em seu nome, uma doação foi feita para a Christopher Dewey Memorial Swim Foundation para ajudar nadadores de baixa renda. Ela frequentou a White Plains High School.

## Carreira
Weinstein começou a nadar competitivamente aos seis anos de idade. Ela começou sua carreira de natação competitiva na equipe Lake Isle em Eastchester, Nova York, estabelecendo vários recordes no Westchester County Swim Conference Championships. Durante o ano letivo, Weinstein nadou na equipe White Plains Varsity Swim e competiu o ano todo na equipe do clube Westchester Aquatic Club. O treinador principal do Westchester Aquatic Club, Carle Fierro, descreveu Weinstein como "extremamente fácil de treinar e ... muito boa em comunicar como se sentia na água ... Além disso, ela demonstrou uma grande determinação em atingir metas. Ela era diligente em fazer exercícios e motivar os membros da equipe a fazerem o melhor também."
No 19º Campeonato Mundial da FINA em Budapeste 2022, Weinstein ganhou uma medalha de ouro como parte do revezamento 4x200 feminino dos Estados Unidos aos 15 anos; ela foi a nadadora americana mais jovem a competir no Campeonato Mundial em 15 anos. Ela também competiu nos 200 metros livres feminino, terminando em 10º lugar nas semifinais e perdendo a qualificação para a final por apenas sete centésimos de segundo.
Aos 17 anos, nas Olimpíadas de Paris de 2024, ela competiu no revezamento 4x200m livre, acompanhada por Katie Ledecky, Paige Madden e Erin Gemmell. Com um tempo coletivo de 7:40.86, e Weinstein nadando a divisão mais rápida da equipe (1:54.88) enquanto liderava o revezamento, a equipe ganhou a medalha de prata, rendendo a Weinstein sua primeira medalha olímpica.